# ポラリス (Base Ball Bearのアルバム)
『ポラリス』は、Base Ball Bearの1枚目のEP。2019年1月30日にリリースされた。

## 概要
Base Ball Bearとしては、初めてのEPリリースとなった。また、バンドとしての音源のリリース自体も『光源』（2017年4月12日発売）以来約1年9ヶ月ぶりとなる。
また、本作はバンド自身が設立したレーベル「DGP RECORDS」（正式名称は「Drum Gorilla Park Records」。ビクターエンタテインメント内）からリリースされる初めての作品である。
本作は2枚組となっており、『ポラリス EP』と題された1枚目には新録楽曲4曲を、2枚目には2018年10月21日にRHYMESTERとペトロールズを招いて日比谷野外大音楽堂で開催された『日比谷ノンフィクションⅦ』でのライブ音源8曲と、バンド結成17周年記念として楽曲『17才』をスタジオで再録したものの合計9曲を収録する。5000セット限定生産となる。
オリコンチャートの2019年2月11日付週間CDアルバムランキングでは、4,468枚を売り上げ15位にランクインした。
4曲すべてが2020年発売の8th Album『C3』に収録された。

## 収録曲

### DISC 1『ポラリス EP』
| #         | タイトル     | 作詞      | 作曲              | 時間  |
| --------- | ------------ | --------- | ----------------- | ----- |
| 1.        | 「試される」 | 小出祐介  | 小出祐介&関根史織 | 3:18  |
| 2.        | 「Flame」    | 小出祐介  | 小出祐介          | 3:50  |
| 3.        | 「PARK」     | 小出祐介  | 小出祐介&関根史織 | 4:19  |
| 4.        | 「ポラリス」 | 小出祐介  | 小出祐介          | 3:58  |
| 合計時間: | 合計時間:    | 合計時間: | 合計時間:         | 15:25 |

### DISC 2『日比谷ノンフィクションⅦ』
2018年10月21日にRHYMESTERとペトロールズを招いて日比谷野外大音楽堂で開催されたTour「LIVE IN LIVE～I HUB YOU～」『日比谷ノンフィクションⅦ』でのライブ音源8曲と、ボーナストラックとして、バンド結成17周年を記念して2007年発表の楽曲『17才』を再録したものが収録されている。
| #         | タイトル                    | 作詞  | 作曲・編曲 | 時間 |
| --------- | --------------------------- | ----- | ---------- | ---- |
| 1.        | 「The Cut feat. RHYMESTER」 |       |            | 6:00 |
| 2.        | 「LOVE MATHEMATICS」        |       |            | 4:17 |
| 3.        | 「君はノンフィクション」    |       |            | 6:12 |
| 4.        | 「SHINE」                   |       |            | 4:16 |
| 5.        | 「Tabibito In The Dark」    |       |            | 5:59 |
| 6.        | 「yoakemae」                |       |            | 6:06 |
| 7.        | 「ドラマチック」            |       |            | 5:56 |
| 8.        | 「祭りのあと」              |       |            | 5:04 |
| 9.        | 「17才（17th Ver.）」       |       |            | 4:32 |
| 合計時間: | 合計時間:                   | 48:22 |            |      |

### 楽曲について
1. 試される
小出祐介と連名で関根史織が作曲者としてクレジットされている。これは、関根の作ったベースラインに小出が歌を乗せる形で完成した楽曲であるためで、３曲目の『PARK』も同様である。
2. Flame
本作のリード曲である。
2019年1月9日より先行配信が行われた。
ミュージックビデオが存在する。ショートフィルム仕立てのMV。監督・脚本は武井佑吏。YouTubeにて先行配信の開始と同日に公開された。
3. PARK
4. ポラリス
小出と関根に加え、堀之内もメインボーカルを担当している。